# Albert Einstein ATV

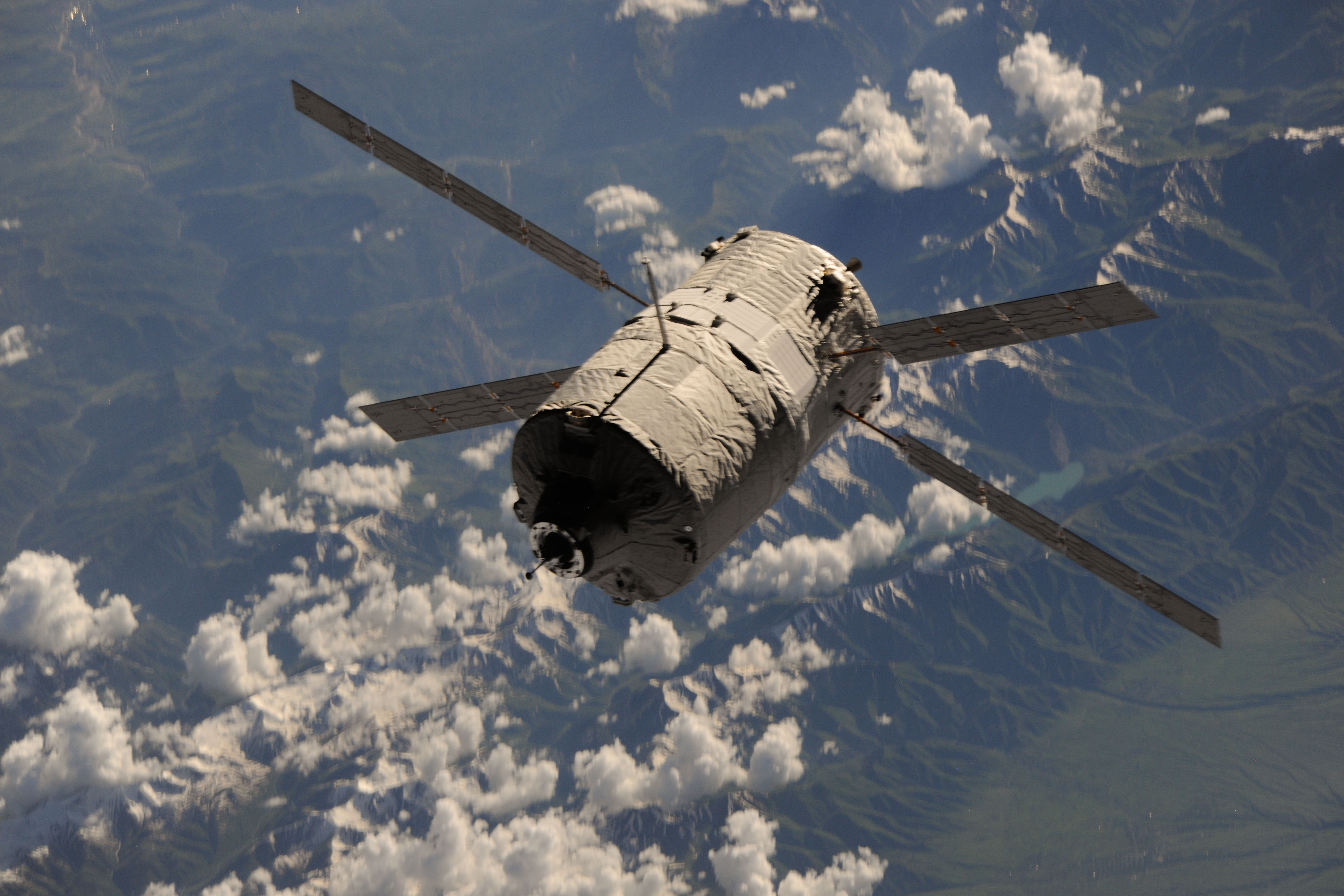
ATV-4 Albert Einstein en approche du module de service Zvezda le 15 juin 2013.

La mission Albert Einstein ATV, ou Automated Transfer Vehicle 004 (ATV-004), est la quatrième mission du véhicule automatique de transfert européen (ATV). Le lancement a eu lieu le 5 juin 2013 pour une mission de 5 mois. Elle porte le nom du physicien allemand Albert Einstein.

## Charge utile
| Cargaison                                                | Masse    |
| -------------------------------------------------------- | -------- |
| Rehaussement de l'ISS par l'ATV                          | 2 580 kg |
| Ravitaillement des propulseurs de l'ISS                  | 860 kg   |
| Oxygène gazeux                                           | 100 kg   |
| Eau                                                      | 570 kg   |
| Marchandises sèches (nourriture, vêtements, équipements) | 2 480 kg |
| Total                                                    | 6 590 kg |

Source: CNES

## Lancement
Albert Einstein est arrivé au Centre spatial guyanais à Kourou, en septembre 2012. Il a été lancé avec succès avec une fusée Ariane 5ES à 21:52:11 GMT (23:52:11 CEST) le 5 juin 2013.

## Amarrage
L'ATV s'est amarré à l'ISS à 14:07 GMT (16:07 CEST) le 15 juin 2013.
L'ouverture de la trappe a été retardé d'une journée en raison des préoccupations soulevées par l'agence spatiale fédérale russe estimant que la cargaison n'avait pas été désinfectée de façon satisfaisante.

## Désamarrage
Le désamarrage de l'ATV de l'ISS s'est réalisé le 28 octobre 2013 à 08h55 GMT (09h55 CET) et a effectué une série d'ajustements orbitaux pour permettre aux astronautes de l'ISS d'observer clairement la rentrée atmosphérique de l'ATV.